# 比干

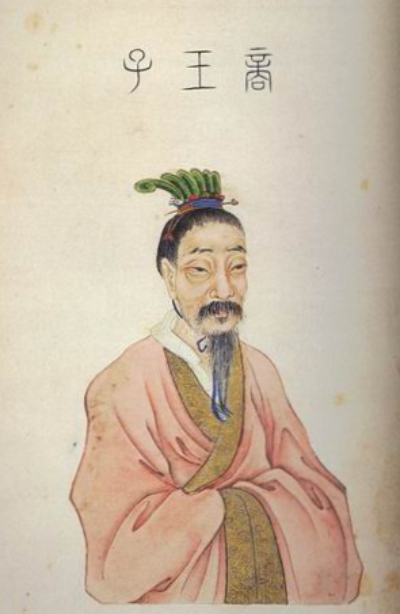
比干

比干（ひかん、生没年不詳）は、中国殷代の王族。文武丁の子で帝乙の弟。帝辛（紂王）の叔父に当たる。名は干で、比の国に封じられたので比干と呼ばれる。
『史記』殷本紀によると、甥の紂王が暴政を行い、西の周の西伯昌（後の文王）の勢力が増大していた頃、紂王を諌めたが聞き入れられなかった。周で文王が死んで発（後の武王）が立つと周の勢力はますます増大し、殷の他の者達は逃げ出してしまったが、比干は「臣下たる者は命をかけて諫言しなければならない」と紂王に対して諫言をした。しかし紂王はこれを聞かず、「聖人の心臓には七竅（人の顔にある7つの穴）があるそうだ。それを見てみたいものだ」と言って比干を殺害し、その胸を切り開いたという。
その後、紂王は周の武王に討たれ、殷は滅亡した。武王は比干の墓に厚く土盛をして比干に対する哀悼の念を捧げた。武王が比干の忠烈を称え、比干の子の堅がその後を継ぎ子孫が林氏と称したと伝わる。
河南省衛輝市に比干廟（北魏時代の494年建立）がある。
『論語』微子篇で、孔子は「殷に三仁有り」として、微子・箕子とともに比干を讃えている。
『封神演義』では、「微子徳」という子がいる設定にされている。